# 1820
- Wikisource

| Calendário gregoriano                                                        | 1820 MDCCCXX                         |
| Ab urbe condita                                                              | 2573                                 |
| Calendário arménio                                                           | 1269 – 1270                          |
| Calendário bahá'í                                                            | -24 – -23                            |
| Calendário budista                                                           | 2364                                 |
| Calendário chinês                                                            | 4516 – 4517 Início a 14 de fevereiro |
| Calendário copta                                                             | 1536 – 1537                          |
| Calendário etíope                                                            | 1812 – 1813                          |
| Calendários hindus - Vikram Samvat - Calendário nacional indiano - Cáli Iuga | 1875 – 1876 1741 – 1742 4920 – 4921  |
| Calendário Holoceno                                                          | 11820                                |
| Calendário islâmico                                                          | 1235 – 1236                          |
| Calendário judaico                                                           | 5580 – 5581                          |
| Calendário persa                                                             | 1198 – 1199 Início a 21 de março     |
| Calendário rúnico                                                            | 2070                                 |
| Calendário solar tailandês                                                   | 2363                                 |

1820 (MDCCCXX, na numeração romana)  foi um ano bissexto do século XIX do actual Calendário Gregoriano, da Era de Cristo, e as suas letras dominicais foram  B e A (52 semanas), teve início a um sábado e terminou a um domingo.
| Ano completo                      |
| --------------------------------- |
| Ano bissexto com início ao sábado |

## Eventos
- Joseph Smith Jr. teve a Primeira Visão
- Fundação da cidade de Port Elizabeth na África do Sul.
- Nomeação de Francisco de Borja Garção Stockler indigitado-o como 8º capitão-general dos Açores.
- Introdução da cultura do tabaco na ilha de São Miguel, Açores.
- Adesão das ilhas dos Açores à Revolução liberal.
- Sino da Independência do Brasil, e criado provavelmente na Bahia.

### Janeiro
- 30 de janeiro - Edward Bransfield avista a península Trinity e reivindica a descoberta da Antártida.

### Março
- 15 de março - Maine torna-se o 23º estado norte-americano.

### Julho
- 8 de Julho - D. João VI, através da Carta Régia, declarou a Capitania de Sergipe d’El Rei (atual estado de Sergipe) isenta da sujeição da província da Bahia.[1]

### Agosto
- 24 de Agosto - estala a Revolução liberal do Porto.
- 24 de Agosto- É instituída no Porto, a Junta Provisional do Governo Supremo do Reino, presidida pelo brigadeiro António da Silveira Pinto da Fonseca, futuro visconde de Canelas.

## Nascimentos
- 15 de Fevereiro - Arvid Posse, foi primeiro-ministro da Suécia (m. 1901).
- 23 de Fevereiro - Jakob Stämpfli, foi Presidente da Confederação suíça em 1856 (m. 1879).
- 2 de Março - Multatuli, escritor neerlandês (m. 1887).
- 14 de Março - Vítor Emanuel II, rei de Itália.
- 30 de Março - Anna Sewell, escritora inglesa. (m. 1878).
- 12 de Maio - Florence Nightingale, enfermeira (m. 1910).
- 5 de Julho - William Rankine, físico e engenheiro britânico (m. 1872).
- 2 de Agosto - Nord Alexis, presidente do Haiti de 1902 a 1908 (m. 1910).
- 16 de Outubro - Gillis Bildt, foi primeiro-ministro da Suécia (m. 1894).
- 28 de Novembro - Friedrich Engels, intelectual parceiro de Karl Marx (m. 1895).

## Mortes
- 14 de Janeiro — Guilhermina Carolina da Dinamarca, eleitora-consorte de Hesse (n. 1747).
- 29 de janeiro — Jorge III do Reino Unido, rei do Reino Unido da Grã-Bretanha e Irlanda (n. 1738)
- 20 de Junho — Manuel Belgrano, economista, político, advogado, militar argentino (n. 1770).
- 21 de Junho — Alexis Thérèse Petit, físico francês (n. 1791).
- 14 de setembro — François Joseph Lefebvre, duque de Dánzig, Marechal do Primeiro Império Francês (n. 1755).
- 26 de dezembro — Joseph Fouché, político francês (n. 1759).
- Tsulthrim Drayga, Desi Druk do reino do Butão (n. 1790).

## Por tema
- 1820 na arte
- 1820 na ciência
- 1820 na literatura